# Disc intervertebral
Els disc intervertebral (o fibrocartílag intervertebral) és una estructura situada entre dues vèrtebres adjacents a nivell cervical com dorsal i lumbar. Cada disc forma una articulació cartilaginosa per permetre un lleuger moviment de les vèrtebres, i actua com a lligament i com a amortidor.

## Estructura
Està compost per dues parts: el nucli polpós (nucleus pulposus) que és la part central, de tipus gelatinós, que absorbeix forces de compressió entre les vèrtebres; i l'anell fibrós (annulus fibrosus), format per un anell extern de col·lagen, que envolta a una zona més àmplia de fibrocartílag, de manera que limita la rotació entre vèrtebres.

### Elements fibrosos i lligamentosos
En un tall horitzontal i en una visió lateral poden distingir-se els elements fibrosos i lligamentosos:
- Lligament vertebral comú anterior (des de la base del crani al sacre i per la cara anterior dels cossos vertebrals).
- Lligament vertebral comú posterior (des de l'occipital fins al còccix i per la cara posterior dels cossos vertebrals).

Entre aquests dos lligaments de gran extensió, en cada nivell, la unió queda garantida pel disc intervertebral. A més, hi ha nombrosos lligaments annexos a l'arc posterior que garanteixen la unió entre els arcs vertebrals adjacents:
- Lligament groc
- Lligament interespinós
- Lligament supraespinós
- Lligament intertransvers

Finalment, en les articulacions zigapofisàries, hi ha lligaments potents capsulars que reforcen la càpsula.
D'aquesta manera, el conjunt d'aquests lligaments garanteix una unió extremadament sòlida entre les vèrtebres, al mateix temps que li confereix el raquis una gran resistència mecànica. Només un traumatisme greu, com una caiguda o un accident de trànsit, podria trencar aquestes unions intervertebrals.

### Nervis
Els braços meningis del nervi espinal anomenat nervi sinuvertebral recurrent, innerven l'espai al voltant del disc. Aquest nervi surt des de l'arrel dorsal al gangli i des del foramen es divideix en una porció major ascendent i una menor descendent. El nervi sinuvertebral està format per una branca comunicant que surt des de diversos ganglis cervicals L'anell aquesta innervat tant en l'home com en els animals, però no el nucli polpós. El lligament longitudinal comú anterior rep innervació aferent des de les arrels dorsals dels ganglis. El lligament longitudinal comú posterior rep innervació nociceptiva abundant i aquest nervi innerva al seu torn les fulles externes de l'anell fibrós des del nervi recurrent.

## Trastorns del disc intervertebral
Quan es desenvolupa una hèrnia discal, la gelea del nucli polpós és forçada a sortir del disc i pot exercir pressió sobre el nervi situat prop del disc. Això pot donar lloc a símptomes de ciàtica.